# Murcia Open 2023
Il Murcia Open 2023 è stato un torneo maschile di tennis giocato sulla terra rossa. È stata la 4ª edizione del torneo, facente parte della categoria Challenger 75 nell'ambito dell'ATP Challenger Tour 2023. Si è giocato al Murcia Club de Tenis 1919 di Murcia, in Spagna, dal 3 al 9 aprile 2023.

## Partecipanti

### Teste di serie
| Nazionalità | Giocatore           | Ranking* | Testa di serie |
| ----------- | ------------------- | -------- | -------------- |
| Croazia     | Borna Gojo          | 113      | 1              |
| Italia      | Matteo Arnaldi      | 116      | 2              |
| Italia      | Raul Brancaccio     | 136      | 3              |
| Giappone    | Kaichi Uchida       | 159      | 4              |
| Svizzera    | Alexander Ritschard | 186      | 5              |
| Argentina   | Andrea Collarini    | 191      | 6              |
| Svizzera    | Henri Laaksonen     | 203      | 7              |
| Italia      | Lorenzo Giustino    | 219      | 8              |

* Ranking al 20 marzo 2023.

### Altri partecipanti
I seguenti giocatori hanno ricevuto una wild card per il tabellone principale:
- Kyle Edmund
- Martín Landaluce
- Feliciano López

Il seguente giocatore è entrato in tabellone come alternate:
- João Domingues

I seguenti giocatori sono passati dalle qualificazioni:
- Jesper de Jong
- Alejandro Moro Cañas
- Edas Butvilas
- Daniel Mérida
- Carlos Sánchez Jover
- Pablo Llamas Ruiz

I seguenti giocatori sono entrati in tabellone come lucky loser:
- Viktor Durasovic
- Álvaro López San Martín

## Punti e montepremi
| Torneo    | Torneo              | V     | F     | SF    | QF    | 2T    | 1T  | Q | Q2  | Q1  |
| Singolare | Punti               | 75    | 50    | 30    | 16    | 7     | 0   | 4 | 2   | 0   |
| Singolare | Premi in denaro (€) | 9,880 | 5,820 | 3,450 | 2,000 | 1,165 | 720 | – | 360 | 185 |
| Doppio    | Punti               | 75    | 50    | 30    | 16    | –     | 0   | – | –   | –   |
| Doppio    | Premi in denaro (€) | 4,250 | 2,450 | 1,480 | 880   | –     | 500 | – | –   | –   |

## Campioni

### Singolare
Matteo Arnaldi ha sconfitto in finale  Borna Gojo con il punteggio di 6–4, 7–6(4).

### Doppio
Daniel Rincón /  Abedallah Shelbayh hanno sconfitto in finale  Marco Bortolotti /  Sergio Martos Gornés con il punteggio di 7–6(3), 6–4.